# مقاطعة هاوارد (ماريلاند)
مقاطعة هاوارد (بالإنجليزية: Howard County, Maryland)‏ هي إحدى مقاطعات ولاية ماريلاند في الولايات المتحدة. تأسست سنة 1838، بلغ عدد سكانها 287085 نسمة في عام 2010 حسب إحصاء مكتب تعداد الولايات المتحدة وتصل الكثافة السكانية فيها 439.6 نسمة/كم2.

## أعلام
- إديث كلارك
- ديكاتور دورسي
- ألين توماس

## وصلات خارجية
- www.howardcountymd.gov/
- United States Counties